# پرزبان
پرزبان(نام علمی: Pteroglossus) نام یک سرده از تیره توکان است.

## فهرست گونه‌ها
- توکانچه زعفرانی, Pteroglossus bailloni
- پرزبان سبز, Pteroglossus viridis
- پرزبان نوشته‌دار, Pteroglossus inscriptus
- پرزبان طوقی, Pteroglossus torquatus
- پرزبان گردن‌سیاه, Pteroglossus aracari
- پرزبان گوش‌بلوطی, Pteroglossus castanotis
- پرزبان خط‌خطی, Pteroglossus pluricinctus
- پرزبان نوک‌عاجی, Pteroglossus azara
- پرزبان کاکل‌فری, Pteroglossus beauharnaesii
- پرزبان گردن‌سرخ, Pteroglossus bitorquatus
- پرزبان زیرنوک‌قهوه‌ای, Pteroglossus mariae
- پرزبان نوک‌آتشی, Pteroglossus frantzii
- پرزبان نوک‌خط‌خطی, Pteroglossus sanguineus
- پرزبان زیرنوک‌روشن, Pteroglossus erythropygius